# 固体物理学
固体物理学（こたいぶつりがく、Solid-state physics）とは物理学の一分野であり、より広い意味で使われる物性物理学に含まれる分野である。

## 研究対象
扱うべき対象は、その名の通り固体と固体（内）に関するいろいろな物理現象である。量子力学や統計力学を応用して、主に微視的側面から物質の性質を研究する。他の物理学の分野と同様、大きく分けて理論的アプローチと実験的アプローチによって研究が行われる。
現象としては、電気（電子）的なもの、磁気的なもの、熱的なもの、力学的なものなどが挙げられる。固体自身も、金属（合金）、半導体、絶縁体、有機物、結晶、ガラス（アモルファス）、セラミックス、鉱物など多様な形態をなしている。
また固体物理学では、多様な結晶構造、結合様式（金属結合、共有結合、イオン結合等）を扱うこととなる。